# …Baby One More Time Tour
…Baby One More Time Tour – trasa koncertowa piosenkarki muzyki pop, Britney Spears promująca jej debiutancki album …Baby One More Time (1999). Jest to pierwsza solowa trasa Britney.  Set lista składała się z dwóch scen zaaranżowanych przez zespół piosenkarki, jej ośmiu piosenek i dwóch z kilku coverów: "Vogue" i "Material Girl" Madonny, "Black Cat" i "Nasty" Janet Jackson oraz "Open Arms" Journeysów. Trasa rozpoczęła się pod koniec czerwca i zakończyła w środku września 1999 roku. Cała trasa okazała się wielkim sukcesem Britney, gdyż przyniosła ona 19 milionów $ zysku. Tommy Jeans (Tommy Hilfiger) był oficjalnym sponsorem trasy.

## Set lista
1. Introduction: School Roll Call
2. (You Drive Me) Crazy
3. Soda Pop
4. Born To Make You Happy
5. From the Bottom of My Broken Heart
6. Medley: Vogue/Material Girl/Black Cat/Nasty
7. The Beat Goes On
8. Dancers Interlude
9. I Will Be There
10. Open Arms
11. Sometimes
12. …Baby One More Time

## Koncerty
| Ameryka Północna |                |                     |                                                 |
| 28 czerwca 1999  | Pompano Beach  | Floryda             | Pompano Beach Amphitheatre                      |
| 29 czerwca 1999  | Tampa          | Floryda             | USF Sun Dome                                    |
| 1 lipca 1999     | Atlanta        | Georgia             | Atlanta Civic Center Theatre                    |
| 2 lipca 1999     | Myrtle Beach   | Karolina Południowa | House of Blues                                  |
| 3 lipca 1999     | Doswell        | Wirginia            | Paramount's Kings Dominion                      |
| 5 lipca 1999     | Bethel         | Nowy Jork           | Woodstock                                       |
| 6 lipca 1999     | Waszyngton     | Dystrykt Kolumbii   | DAR Constitution Hall                           |
| 7 lipca 1999     | Nowy Jork      | Nowy Jork           | Hammerstein Ballroom                            |
| 8 lipca 1999     | Hershey        | Pensylwania         | Star Pavilion at Hersheypark                    |
| 9 lipca 1999     | Scranton       | Pensylwania         | Montage Mountain Performing Arts Center         |
| 10 lipca 1999    | Darien Lake    | Nowy Jork           | Darien Lake Performing Arts Center              |
| 11 lipca 1999    | Schenectady    | Nowy Jork           | Proctor's Theatre                               |
| 13 lipca 1999    | Hamilton       | Ontario             | Copps Coliseum                                  |
| 14 lipca 1999    | Toronto        | Ontario             | Molson Amphitheatre                             |
| 16 lipca 1999    | Ottawa         | Ontario             | WordPerfect Theatre at Corel Centre             |
| 17 lipca 1999    | Montreal       | Quebec              | Molson Centre                                   |
| 20 lipca 1999    | Winnipeg       | Manitoba            | Centennial Concert Hall                         |
| 21 lipca 1999    | Saskatoon      | Saskatchewan        | Saskatchewan Place                              |
| 22 lipca 1999    | Edmonton       | Alberta             | Skyreach Centre                                 |
| 23 lipca 1999    | Calgary        | Alberta             | Canadian Airlines Saddledome                    |
| 25 lipca 1999    | Vancouver      | Kolumbia Brytyjska  | General Motors Place                            |
| 26 lipca 1999    | Seattle        | Waszyngton          | Seattle Center Mercer Arena                     |
| 27 lipca 1999    | Hillsboro      | Oregon              | Washington County Fair                          |
| 29 lipca 1999    | Oakland        | Kalifornia          | Paramount Theatre                               |
| 30 lipca 1999    | Paso Robles    | Kalifornia          | California Mid – State Fair                     |
| 31 lipca 1999    | Universal City | Kalifornia          | Universal Amphitheatre                          |
| 3 sierpnia 1999  | Brighton       | Kolorado            | Adams County Fairgrounds                        |
| 4 sierpnia 1999  | Denver         | Kolorado            | Paramount Theatre                               |
| 6 sierpnia 1999  | Arlington      | Teksas              | Music Mill Amphitheatre at Six Flags Over Texas |
| 7 sierpnia 1999  | Houston        | Teksas              | Bayou Place Theatre                             |
| 8 sierpnia 1999  | Nowy Orlean    | Luizjana            | UNO Lakefront Arena                             |
| 10 sierpnia 1999 | Memphis        | Tennessee           | Mud Island Amphitheatre                         |
| 11 sierpnia 1999 | Nashville      | Tennessee           | Grand Ole Opry House                            |
| 13 sierpnia 1999 | Eureka         | Missouri            | Six Flags St. Louis                             |
| 14 sierpnia 1999 | Omaha          | Nebraska            | Douglas County Fair                             |
| 15 sierpnia 1999 | Sioux Falls    | Dakota Południowa   | Sioux Empire Fair                               |
| 17 sierpnia 1999 | Rosemont       | Illinois            | Rosemont Theatre                                |
| 18 sierpnia 1999 | Columbus       | Ohio                | Veterans Memorial Auditorium                    |
| 19 sierpnia 1999 | Lewisburg      | Wirginia Zachodnia  | West Virginia State Fair                        |
| 20 sierpnia 1999 | Adrian         | Michigan            | Lenawee County Fair                             |
| 21 sierpnia 1999 | Orlando        | Floryda             | Hard Rock Cafe at Universal                     |
| 25 sierpnia 1999 | Indianapolis   | Indiana             | Murat Center Theatre                            |
| 26 sierpnia 1999 | Cleveland      | Ohio                | Nautica Stage                                   |
| 27 sierpnia 1999 | Kings Island   | Ohio                | Paramount's Kings Island                        |
| 29 sierpnia 1999 | Upper Darby    | Pensylwania         | Tower Theatre                                   |
| 30 sierpnia 1999 | Essex Junction | Vermont             | Champlain Valley Exposition                     |
| 1 września 1999  | Boston         | Massachusetts       | Harborlights Pavilion                           |
| 2 września 1999  | Syracuse       | Nowy Jork           | New York State Fair                             |
| 3 września 1999  | Wallingford    | Connecticut         | Chevrolet Theatre                               |
| 4 sierpnia 1999  | Baltimore      | Maryland            | Pier Six Pavilion                               |
| 5 sierpnia 1999  | Allentown      | Pensylwania         | Allentown Fair                                  |
| 10 sierpnia 1999 | Salt Lake City | Utah                | Utah State Fair                                 |
| 11 sierpnia 1999 | Hutchinson     | Kansas              | Kansas State Fair                               |
| 12 sierpnia 1999 | Detroit        | Michigan            | State Theatre                                   |
| 14 sierpnia 1999 | Allegan        | Michigan            | Allegan County Fair                             |
| 15 sierpnia 1999 | York           | Pensylwania         | York Inter – State Fair                         |